# Дъблински регламент
Дъблински регламент (на английски: Dublin Regulation), с номер 604 от 2013 година, наричан още Трета дъблинска регулация (а преди Втора дъблинска регулация и Дъблинска конвенция), е нормативен акт на Европейския съюз.
Той определя коя членка на ЕС е длъжна да проучи кандидатурите за бежански статут, за хората, търсещи защита по Женевските конвенции и Квалификационната директива на ЕС, в рамките на Европейския съюз. Тя е в основата на Дъблинската система, която се състои от Дъблинския регламент и регламента EURODAC, създаващи обща европейска система за пръстови отпечатъци за имигрантите без разрешение да бъдат в ЕС. Дъблинският регламент цели "бързо да определи членката на ЕС, длъжна да отговори на бежанската жалба и да подготви преместването на жалбодателя в тази страна-членка.
Обикновено отговорната страна-членка е държавата, в която жалбоподателят първо влиза на територията на ЕС.